# 手塚縫蔵
手塚 縫蔵（てづか ぬいぞう、1879年1月12日 - 1954年8月16日）は日本の教育者。基督者。

## 生涯
長野県東筑摩郡広丘村（現塩尻市）生まれ。長野県師範学校に入学し、信濃毎日新聞主筆の山路愛山からキリスト教に関する感化を受け、在学中に長野教会で高木信吉牧師から受洗する。明治35年（1902年）、太田水穂が校長を務める東筑摩郡和田尋常小学校に赴任。同37年（1904年）に休職して上京し、植村正久の東京神学社に学ぶ。復職後は上高井郡川田、須坂の各尋常小学校の訓導、東筑摩郡会田尋常小学校校長を経て、明治44年（1911年）長野市後町尋常小学校首席訓導に転じ、教師仲間と「東西南北会」を結成し、形式主義的な教育に対抗して、教師自身の人格を高め、生徒の個性や人格を尊重するという「人格主義教育」を唱えた。この時、長野に三宅雪嶺、犬養毅、古島一雄、池辺三山らを招いて講演会を催した。
再び県下各地の尋常小学校で校長を勤め、大正5年（1916年）聖書研究会を開き、その後、日本基督教伝道教会を設け、県下7教会合同の雑誌『基督者』（1919年-1933年）を創刊主宰した。また柳田国男や折口信夫を招いている。東筑摩郡教育会長を13年間務め、昭和11年（1936年）に退職後は信仰と教育の公演を各地で開き、第二次世界大戦中も苦難の中で祈祷会を続けた。同年9月4日の教会葬には全国から約300人の基督者が駆け付け、当時の東京大学総長矢内原忠雄は「私は第一義には勿論神のために死ぬ。しかし第二義には手塚縫蔵のために死ぬ。」と弔辞を送った。